# Шелковской район
Шелковско́й район (устар. Шелко́вский район; чечен. Шелковски кӏошт) — административно-территориальная единица и муниципальное образование (муниципальный район) в составе Чеченской Республики Российской Федерации. Административный центр — станица Шелковская.

## География
Район находится в северо-восточной части Чеченской Республики. Граничит с Грозненским, Гудермесским (на юге, по реке Терек) и Наурским (на западе) районами Чечни, а также с Хасавюртовским, Бабаюртовским, Кизлярским, Тарумовским и Ногайским районами Дагестана.
Самый крупный район Чечни. Общая площадь территории составляет 3000,10 км² (по другим данным — 2997,77 км²).
Протяжённость с юга на север 60 км, с запада на восток — 75 км. Имеются месторождения нефти и строительных материалов.
Территория района представляет собой Затеречную равнину, простирающейся по левому берегу реки Терек, с общей длиной в 623 км. и 120—150 км по территории Чеченской Республики.
В пределах района почва каштановая, светло-каштановая, пески и комплекс луговых и аллювиальных почв.
Единственная река протекающая по территории района — Терек. Река протекает вдоль южной и восточной части района с протяжностью 86 км. и заполняет естественную сеть каналов оросительных систем: Наурско — Шелковской и Сулла — Чубутлинской, расположенных также в близи южной и восточной границы района.
На территории Шелковского района располагается озеро Будары, относящееся к заповедной зоне с площадью 900 га, источником водоснабжения которой служит канал им. Куйбышева Наурско-Шелковской оросительной системы.
Также район относится к лесодефицитным с низким уровнем лесистой местности (всего 5 %).

## История
До создания района его территория входила в состав Кизлярского отдела Терской области. С возникновением Терской губернии в начале 1921 года отдел вошёл в её состав как Кизлярский уезд.
16 ноября 1922 года часть Кизлярского уезда как Кизлярский округ вошла в состав Дагестанской АССР. Однако территория нынешнего Шелковского района вошла в состав ДагАССР позже, 4 января 1923 года. Кизлярский уезд Терской губернии формально прекратил существование, по некоторым данным, 13 февраля 1924 года — вероятно, в связи с тем, что в рамках очередной крупной административно-территориальной трансформации на Кавказе (13 февраля 1924 года была образована Юго-Восточная область, куда вошла Терская губерния) был окончательно закрыт вопрос о возможном возвращении Кизлярского округа обратно в состав губернии, как это предлагалось в обращении, направленном 14 апреля 1923 года Терским губернским исполкомом во ВЦИК. Постановлением Президиума ВЦИК от 14 января 1924 года территории, переданные ДАССР, были оставлены в её составе. Шелковской район как административная единица уже существовал к 1925 году, когда, есть сведения, в составе Дагестанской АССР был образован Кизлярский национальный округ (Ачикулакский, Караногайский, Кизлярский и Шелковской районы). В 1928—1929 годах Шелковской район был одним из кантонов Дагестанской АССР (см. Шелковской кантон).
С 1938 года по 1944 год район входил в состав Ставропольского края (до 1943 года — Орджоникидзевского края), будучи среди районов вновь образованного Кизлярского округа.
С 1944 года по 1957 год входил в состав Грозненской области.
В 1957 году территория нынешнего Шелковского района (в тот период поделённая на два района — собственно Шелковской и Каргалинский) была передана, вместе с соседним Наурским районом, восстановленной ЧИАССР. Абсолютное большинство населения этих районов на тот момент составляли русские. Чечено-Ингушская АССР после возвращения чеченцев и ингушей из депортации была восстановлена 9 января 1957 года, однако её территориальная конфигурация была в значительной степени иной, чем в момент упразднения (7 марта 1944 года). В частности, Пригородный район не был возвращён в состав республики и отошёл к Северо-Осетинской АССР. Также было запрещено селиться на территориях существовавших до депортации Галанчожского, Чеберлоевского, Шароевского районов и на некоторых территориях Итум-Калинского и Шатоевского районов. Передача в таких условиях населённых русскими и другими не-вайнахскими народами Наурского, Каргалинского и Шелковского районов, территория которых ранее принадлежала Ставропольскому краю, в состав ЧИАССР трактуется, в частности, В. А. Шнирельманом в качестве своего рода «компенсации» за территориальные потери, понесённые чеченцами и ингушами.
С 1957 года по 1991 год Шелковской район входил в состав ЧИАССР. 26 апреля 1962 года к Шелковскому району был присоединён Каргалинский район.
С декабря 1991 года, после распада ЧИАССР на Чеченскую и Ингушскую республики, и по настоящее время Шелковской район входит в состав Чечни. 

## Население
| \| 2002[14] \| 2010[15] \| 2012[16] \| 2013[17] \| 2014[18] \| 2015[19] \| 2016[20] \| \| -------- \| -------- \| -------- \| -------- \| -------- \| -------- \| -------- \| \| 50 233 \| ↗53 548 \| ↗55 365 \| ↗56 464 \| ↗57 602 \| ↗58 900 \| ↗59 701 \| \| 2017[21] \| 2018[22] \| 2019[23] \| 2020[24] \| 2021[25] \| 2023[26] \| 2024[2] \| \| ↗60 554 \| ↗61 329 \| ↗62 198 \| ↗63 218 \| ↘61 368 \| ↗62 762 \| ↗63 767 \| 10 000 20 000 30 000 40 000 50 000 60 000 70 000 2013 2018 2024 |         |         |         |         |         |         |
| 2002 | 2010    | 2012    | 2013    | 2014    | 2015    | 2016    |
| 50 233 | ↗53 548 | ↗55 365 | ↗56 464 | ↗57 602 | ↗58 900 | ↗59 701 |
| 2017 | 2018    | 2019    | 2020    | 2021    | 2023    | 2024    |
| ↗60 554 | ↗61 329 | ↗62 198 | ↗63 218 | ↘61 368 | ↗62 762 | ↗63 767 |

### Национальный состав
Национальный состав населения района:
|                       | Перепись 1989 года | Перепись 2002 года | Перепись 2010 года | Перепись 2021 года |
| --------------------- | ------------------ | ------------------ | ------------------ | ------------------ |
| Всё население         | 45 011             | 50 233             | 53 548             | 61 368             |
| чеченцы               | 16 876 (37,5 %)    | 37 714 (75,1 %)    | 43 459 (81,16 %)   | 52 082 (84,87 %)   |
| ногайцы               | 6 620 (14,7 %)     | 3 504 (7,0 %)      | 3 268 (6,10 %)     | 2 729 (4,45 %)     |
| русские               | 14 180 (31,5 %)    | 3 992 (7,9 %)      | 2 901 (5,42 %)     | 2 154 (3,51 %)     |
| кумыки                | 1 791 (4,0 %)      | 1 702 (3,4 %)      | 1 640 (3,06 %)     | 1 466 (2,39 %)     |
| аварцы                | 1 866 (4,1 %)      | 1 538 (3,1 %)      | 639 (1,19 %)       | 866 (1,41 %)       |
| татары                |                    | 643 (1,3 %)        | 760 (1,42 %)       | 786 (1,28 %)       |
| даргинцы              |                    | 583 (1,2 %)        | 233 (0,44 %)       | 296 (0,48 %)       |
| лезгины               |                    | 25 (<0,1 %)        | 131 (0,24 %)       | 208 (0,34 %)       |
| армяне                | 46 (0,1 %)         | 27 (0,1 %)         | 21 (0,04 %)        | 22 (0,04 %)        |
| ингуши                | 117 (0,3 %)        | 36 (0,1 %)         | 12 (0,02 %)        | 19 (0,03 %)        |
| украинцы              | 276 (0,6 %)        | 55 (0,1 %)         | 24 (0,04 %)        | 6 (0,01 %)         |
| другие и не указавшие | 3 239 (7,2 %)      | 414 (0,8 %)        | 460 (0,86 %)       | 734 (1,20 %)       |

С 1991 года в Шелковском районе наблюдалось резкое сокращение численности русского населения. С начала 1990-х годов основными стимулами для отъезда русских являлись ухудшение экономической ситуации, разгул преступности и рост националистических настроений среди чеченского населения республики; при этом уже к началу Первой чеченской войны преступления против русскоязычных жителей стали массовыми. Целенаправленные насильственные действия в отношении нечеченского населения района — как русских, так и представителей других национальностей (например, ногайцев) — имели место повсеместно и носили, в конечном итоге, характер этнических чисток, в связи с чем впоследствии в отношении отдельных преступников были выдвинуты обвинения в геноциде (дело Рамзеса Гайчаева (Гойчаева) и Рустама Халидова, убивших 10 русских жителей станицы Червлённой). Были случаи обнаружения на территории Шелковского района массовых захоронений мирных жителей. Факты прямых преступлений против не-чеченского населения отмечались в Шелковском районе и после окончания активной фазы боевых действий во время Второй чеченской войны — в отношении русских и в отношении других этнических групп, в частности — аварцев (инцидент в станице Бороздиновской в июне 2005 года). 1200 дагестанцев были вынуждены сбежать из села из за зачистки села со стороны военных РФ  батальона Восток 
В результате за период с 1989 года (последняя Всесоюзная перепись населения) по 2021 год (последняя проведённая на текущий момент Всероссийская перепись населения) абсолютная численность русских в районе сократилась в 6,5 раз, доля русских в населении района — почти в 9 раз.

## Муниципально-территориальное устройство
Шелковской район в рамках организации местного самоуправления включает 19 муниципальных образований со статусом сельского поселения:
| №  | Сельское поселение  | Административный центр   | Количество населённых пунктов | Население (чел.) | Площадь (км²) |
| -- | ------------------- | ------------------------ | ----------------------------- | ---------------- | ------------- |
| 1  | Бороздиновское      | ст-ца Бороздиновская     | 1                             | ↘746             | 75,70         |
| 2  | Бурунское           | с. Бурунское             | 4                             | ↗867             | 346,96        |
| 3  | Воскресеновское     | с. Воскресеновское       | 1                             | ↘831             | 49,92         |
| 4  | Гребенское          | ст-ца Гребенская         | 1                             | ↗8386            | 127,13        |
| 5  | Дубовское           | ст-ца Дубовская          | 1                             | ↗2434            | 96,70         |
| 6  | Каргалинское        | ст-ца Каргалинская       | 1                             | ↗5376            | 485,08        |
| 7  | Каршыга-Аульское    | с. Каршыга-Аул           | 1                             | ↘487             | 65,38         |
| 8  | Кобинское           | с. Коби                  | 1                             | ↗2284            | 43,10         |
| 9  | Курдюковское        | ст-ца Курдюковская       | 1                             | ↗2562            | 62,94         |
| 10 | Ново-Щедринское     | ст-ца Ново-Щедринская    | 1                             | ↗2918            | 199,17        |
| 11 | Ораз-Аульское       | с. Ораз-Аул              | 1                             | ↘286             | 27,70         |
| 12 | Сары-Суйское        | с. Сары-Су               | 3                             | ↘1930            | 345,93        |
| 13 | Старогладовское     | ст-ца Старогладовская    | 1                             | ↗2543            | 77,99         |
| 14 | Старо-Щедринское    | ст-ца Старо-Щедринская   | 1                             | ↗2638            | 44,36         |
| 15 | Харьковское         | с. Харьковское           | 1                             | ↗1992            | 32,30         |
| 16 | Червлёнское         | ст-ца Червлённая         | 1                             | ↗9972            | 623,99        |
| 17 | Червлённо-Узловское | ст-ца Червлённая-Узловая | 1                             | ↗1592            | 58,21         |
| 18 | Шелковское          | ст-ца Шелковская         | 1                             | ↗13 538          | 167,21        |
| 19 | Шелкозаводское      | ст-ца Шелкозаводская     | 2                             | ↗2385            | 64,36         |

## Населённые пункты
В Шелковской район входят 25 населённых пунктов (все — сельские).
| №  | Населённый пункт   | Тип     | Население | Сельское поселение  |
| -- | ------------------ | ------- | --------- | ------------------- |
| 1  | Бороздиновская     | станица | ↘746      | Бороздиновское      |
| 2  | Бурунское          | село    | ↘907      | Бурунское           |
| 3  | Воскресеновское    | село    | ↘831      | Воскресеновское     |
| 4  | Восход             | посёлок | 206       | Сары-Суйское        |
| 5  | Гребенская         | станица | ↗8386     | Гребенское          |
| 6  | Дубовская          | станица | ↗2434     | Дубовское           |
| 7  | Зелёное            | посёлок | ↘4        | Бурунское           |
| 8  | Каргалинская       | станица | ↗5376     | Каргалинское        |
| 9  | Каршыга-Аул        | село    | ↘487      | Каршыга-Аульское    |
| 10 | Коби               | село    | ↗2284     | Кобинское           |
| 11 | Курдюковская       | станица | ↗2562     | Курдюковское        |
| 12 | Мирный             | посёлок | ↘226      | Сары-Суйское        |
| 13 | Ново-Щедринская    | станица | ↗2918     | Ново-Щедринское     |
| 14 | Ораз-Аул           | село    | ↘286      | Ораз-Аульское       |
| 15 | Парабоч            | посёлок | ↗473      | Шелкозаводское      |
| 16 | Песчаное           | посёлок | ↘20       | Бурунское           |
| 17 | Рунное             | посёлок | ↘5        | Бурунское           |
| 18 | Сары-Су            | село    | ↘1699     | Сары-Суйское        |
| 19 | Старогладовская    | станица | ↗2543     | Старогладовское     |
| 20 | Старо-Щедринская   | станица | ↗2638     | Старо-Щедринское    |
| 21 | Харьковское        | село    | ↗1992     | Харьковское         |
| 22 | Червлённая         | станица | ↗9972     | Червлёнское         |
| 23 | Червлённая-Узловая | станица | ↗1592     | Червлённо-Узловское |
| 24 | Шелковская         | станица | ↗13 538   | Шелковское          |
| 25 | Шелкозаводская     | станица | ↘1238     | Шелкозаводское      |

### Упразднённые населённые пункты
Также на территории Шелковского района ранее располагался ряд населённых пунктов, которые на сегодняшний день покинуты жителями (см. Большой Сары-Су, Кыстрлган, Сарсакай).

## Общая карта
Легенда карты:
| Численность населения населённых пунктов: |                       |
|                                           | 10 000—15 000 жителей |
|                                           | 5000—10 000 жителей   |
|                                           | 1000—5000 жителей     |
|                                           | 500—1000 жителей      |
|                                           | Менее 500 жителей     |